# Toy Story That Time Forgot
Toy Story That Time Forgot (Toy Story: Olvidados en el Tiempo en Hispanoamérica, y Toy Story: El tiempo perdido en España) es un especial de televisión navideño tipo mediometraje, producido por los estudios Pixar, basado en los personajes de la franquicia de Toy Story. Fue estrenado por ABC el 2 de diciembre del 2014. Se trata del segundo especial de televisión de Pixar después de Toy Story of Terror!, de la misma franquicia. Está dirigido por Steve Purcell, anterior codirector de Brave de Pixar, y producido por Galyn Susman, quien anteriormente produjo Toy Story of Terror! La banda sonora está compuesta por Michael Giacchino.

## Argumento
Trixie, un triceratops de juguete, está frustrada porque Bonnie nunca la representa como un dinosaurio durante el tiempo de juego. El 27 de diciembre, dos días después de Navidad, Bonnie lleva a Trixie, Woody, Buzz Lightyear, Rex y el aforismo, que arroja adornos navideños Ángel Kitty, a la casa de su mejor amigo Mason para jugar. Sin embargo, Bonnie termina arrojando los juguetes a la sala de juegos de Mason y se une a Mason para jugar con su nueva consola de videojuegos.
Los juguetes de Bonnie descubren que la sala de juegos está dominada por un enorme juego de "Battlesaurs" que Mason recibió para Navidad, completo con varias figuras de acción híbridas humanoides-dinosaurios lideradas por el valiente guerrero Reptillus Maximus y el chamán con forma de pteranodon The Cleric. Trixie está encantada de interactuar con ellos como un dinosaurio; ella y Rex están armados como guerreros, sin saber que Woody y Buzz han sido hechos prisioneros. Reptillus y Trixie se acercan rápidamente, pero pronto se revela que aún no se ha jugado con los Battlesaurs y, por lo tanto, no saben que son juguetes. Para horror de Trixie, los otros juguetes de Mason son atacados violentamente en una arena de combate.. Luego, Woody y Buzz son llevados a pelear, pero Trixie los defiende. The Cleric denuncia a Trixie como hereje por llevar el nombre de Bonnie en su pie; ella huye para buscar la ayuda de Bonnie, y Reptillus es enviado tras ella. Ella le muestra su propio paquete de juguetes, lo que lo enfurece.
En la arena, el Clérigo toma el control de los armamentos robóticos de Rex y lo obliga a apoderarse de Woody y Buzz. Se dan cuenta de que el Clérigo está al tanto de Mason y de su condición de juguetes; con Mason preocupado por el videojuego, el Clérigo mantiene un control autoritario sobre los Battlesaurs y, aparentemente, la sala de juegos. El Clérigo tiene la intención de destruir a Woody, Buzz y Angel Kitty arrojándolos por el conducto de ventilación.. En la habitación de Mason, Reptillus se enfrenta a Trixie cuando está a punto de desactivar el videojuego. Ella lo convence de que "entregarse" a un niño para jugar ampliará sus horizontes y él, de mala gana, apaga el juego. Mason encuentra a Reptillus y Bonnie comienza a jugar con él, lo que convence a Mason de hacer lo mismo. Los niños regresan a la sala de juegos justo a tiempo para, sin saberlo, salvar a Woody y Buzz, y juegan con los Battlesaurs y otros juguetes en una variedad de escenarios que no son de combate. Reptillus llama a la experiencia "gloriosa".
De vuelta en la casa de Bonnie, Trixie les dice a los otros juguetes que ella es "el dinosaurio de Bonnie" y que está feliz en cada papel que Bonnie tiene para ella. Angel Kitty da una última moraleja e inexplicablemente desaparece. Luego Woody, Rex, Buzz, Trixie, Jessie, Mr. Potato Head, Mr. Pricklepants, Angel Kitty y los extraterrestres verdes se alegran de la Navidad que van a pasar con Bonnie al estar reunidos.
Durante los créditos, Reptillus felizmente lleva el nombre de Mason en su mano y espera ver a Trixie en la próxima cita de juegos de Mason y Bonnie, ya programada para la semana siguiente el próximo martes, alrededor de las 3:30 p. m.

## Reparto
- Kristen Schaal como Trixie, la dinosaurio de Bonnie.
- Tom Hanks como Woody, un sheriff vaquero.
- Tim Allen como Buzz Lightyear, una figura de acción de astronauta.
- Don Rickles como Mr. Potato Head, una papa/patata de juguete con sombrero y bigote.
- Joan Cusack como Jessie, una muñeca vaquera.
- Wallace Shawn como Rex, un dinosaurio de juguete algo torpe y simpático.
- Timothy Dalton como el Sr. Espinas, un erizo con traje y somnbrero aficionado al teatro.
- Kevin McKidd como Reptillus Maximus, el Battlesaur favorito de Mason.
- Steve Purcell como El Clérigo, el líder de los Battlesaurs.
- Emma Hudak como Ángel Kitty, una gata blanca con disfraz de ángel.

## Producción
El especial fue planeado originalmente para ser un cortometraje de seis minutos de duración, pero a John Lasseter le gustó la idea y sugirió convertirlo en un especial de televisión festivo. El especial tomó tres años para realizarse, y dos años pasó en el desarrollo de la historia. El equipo se tomó el tiempo para diseñar los Battlesaurs como si fueran una línea de dibujos animados y juguete real. La historia se hizo en tres actos.

## Mercadotecnia
El primer póster de Toy Story That Time Forgot, creado por el artista de cómics Mike Mignola, fue mostrado en la Comic Con 2014.